# Nguyễn Đức Vinh
Nguyễn Đức Vinh (sinh năm 1958) là một nhà quản lý doanh nghiệp thành đạt tại Việt Nam. Theo đánh giá của VnEconomy, báo điện tử thuộc nhóm Thời báo Kinh tế Việt Nam, ông là một trong 4 doanh nhân nổi bật tại Việt Nam trong năm 2011. Ông cũng là người được cho là có mức lương cao nhất trong giới lãnh đạo tại Việt Nam với khoảng 1 triệu USD mỗi năm khi còn làm CEO tại Techcombank.

## Quá trình hoạt động
- Tốt nghiệp MBA ở Pháp, từng nhận học bổng Fulbright du học ở Mỹ.[7]
- Phó tổng giám đốc Tổng công ty Hàng không Việt Nam (Vietnam Airlines)[8]
- Năm 1987, ông đã kết hôn với vợ sinh năm 1956. Cùng năm, họ có với nhau 1 con trai.
- Năm 1996, tham gia Techcombank với vai trò là Phó Tổng Giám đốc.[9]
- Năm 2000, giữ vị trí Tổng giám đốc Techcombank.[9]
- Năm 2005, được Bộ Tài chính chọn đứng đầu đoàn đàm phán với Tập đoàn Temasek (Singapore) trong thương vụ đầu tư vào Pacific Airlines.[8]
- Năm 2011, giữ chức Phó chủ tịch Hội đồng Quản trị Techcombank.[8] Cuối tháng 4 năm 2012, ông bất ngờ nộp đơn xin từ nhiệm.[2]
- Từ tháng 7/2012 - nay: chính thức làm Tổng giám đốc Ngân hàng Việt Nam Thịnh Vượng (VPBank).[10]

## Đánh giá
Ông là người có nhiều năm kinh nghiệm ở vị trí điều hành trong lĩnh vực tài chính ngân hàng, với tên tuổi gắn liền thành công của Techcombank trong thời gian dài. Ông được đánh giá là một trong những tác giả của nhiều sách lược quyết đoán mang tính đột phá, tạo bước tiến nhanh về quy mô và hiệu quả kinh doanh, về thương hiệu, chiến lược phát triển của Techcombank. Ông mở ra nhiều sản phẩm mới, nâng cấp chất lượng dịch vụ của ngân hàng, gầy dựng đội ngũ lãnh đạo cho ngân hàng. Giai đoạn ông điều hành, mức tăng trưởng của Techcombank về tổng tài sản và doanh thu thường đạt trên 30%.